# Пошкус, Юрис
Юрис Пошкус (латыш. Juris Poškus; 1959, Рига, Латвийская ССР) — американский и латвийский кинорежиссер и сценарист.
С 1986 по 1992 год Пошкус изучал английский язык и литературу в Рижском университете. В 90-х годах эмигрировал в США, где начал карьеру режиссёра, сняв первый свой фильм в Калифорнии. Занимался журналистикой, увлекался новыми методами театрального искусства, а также работал на латвийском радио. Получил степень магистра в California Institute of the Arts.  В 1999 году на кинофестивале в Анн-Арборе с документальным фильмом «110/220» получил Премию жюри за лучший экспериментальный фильм. В 2007 году картина Пошкукса «Монотонность» была отмечена Гран-при конкурса «Перспективы» Московского международного кинофестиваля и призом за лучшую режиссуру на кинофестивале «Киношок» в Анапе.

## Фильмография
| Год  | Название     | Примечания |
| ---- | ------------ | ---------- |
| 2007 | Монотонность |            |
| 2011 | Крутая Колка |            |